# Lipotriches bantarica
Lipotriches bantarica är en biart som först beskrevs av Cockerell 1919.  Lipotriches bantarica ingår i släktet Lipotriches och familjen vägbin. Inga underarter finns listade i Catalogue of Life.